# Кантабрійські гори
Кантабрі́йські го́ри (ісп. montes Cantábricos) — гірський хребет на півночі Піренейського півострова, що тягнеться вздовж Біскайської затоки на 500 км від західного краю Піренеїв (гори Басків) до кордону Галісії. Хребет проходить по території іспанських провінцій Кантабрія, Астурія і Кастилія-і-Леон. Найвища точка — гора Торре-де-Серредо (2648 м). Місце для пішохідного туризму та скелелазіння. Також є гірськолижні курорти Альто-Камрі, Валгранде-Пахарес і Мансанеда. Також — Кантабрі́йський хребе́т (ісп. cordillera Cantábrica).

## Географія
Кантабрійські гори є орографічним і тектонічним продовженням Піренеїв і витягнуті зі сходу на захід. З півночі гори круто обриваються до затоки, їх схили сильно розчленовані річковими долинами і ущелинами. Південна частина гір, звернена до Месеті, досить полога. Західна межа хребта визначається долиною річки Міню, її притокою Сил і маленькою річкою Кабрера.
Вища західна частина хребта (середня висота близько 2 тис. м) складена палеозойськими кварцитами, мармурами і вапняками, східна частина — нижча (висота 1000—1500 м) і складається з мезозойських вапняків, пісковику і доломіту. У горах є родовища кам'яного вугілля, залізних і поліметалічних руд.
На південь, у бік провінції Кастилія-і-Леон з гір стікає кілька великих річок, у тому числі Ебро. Ширина Кантабрійського гірського ланцюга збільшується при русі на захід з 60 км до 115 км.
Кантабрійські гори чітко відокремлюють Зелену Іспанію на півночі від аридного центрального плато. На північних схилах гір випадають численні опади, а південні схили знаходяться в дощовій тіні.
Невеликий відріг Сьєрра-де-Анкарес відгалужується на південний захід від основного пасма і формує природну межу між провінціями Галісія і Леон.

## Основні хребти
Кантабрійський хребет має поділ на три секції із заходу на схід:

### Захід

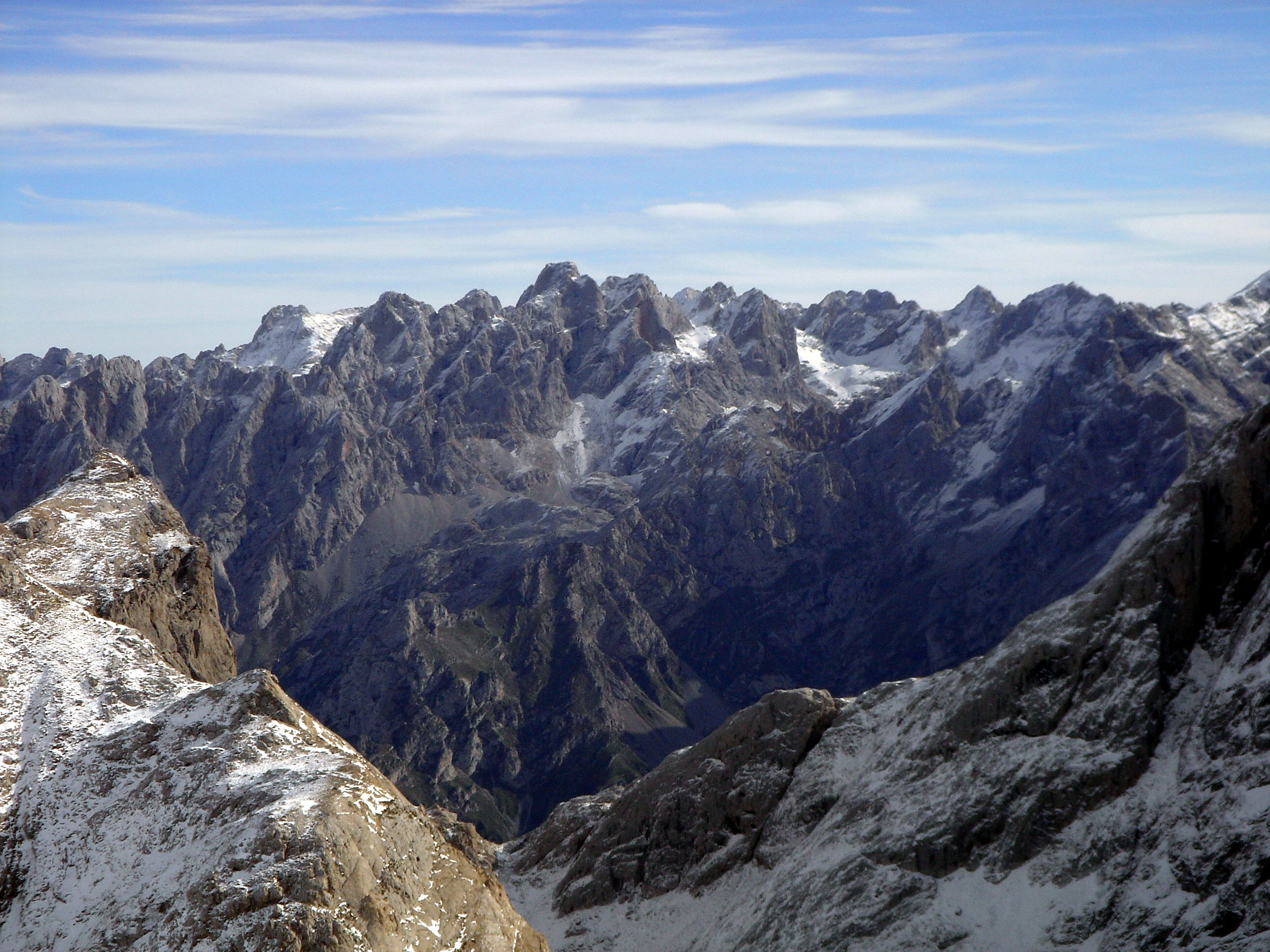
Торре-де-Серредо (2650 м), найвища точка Кантабрійських гір

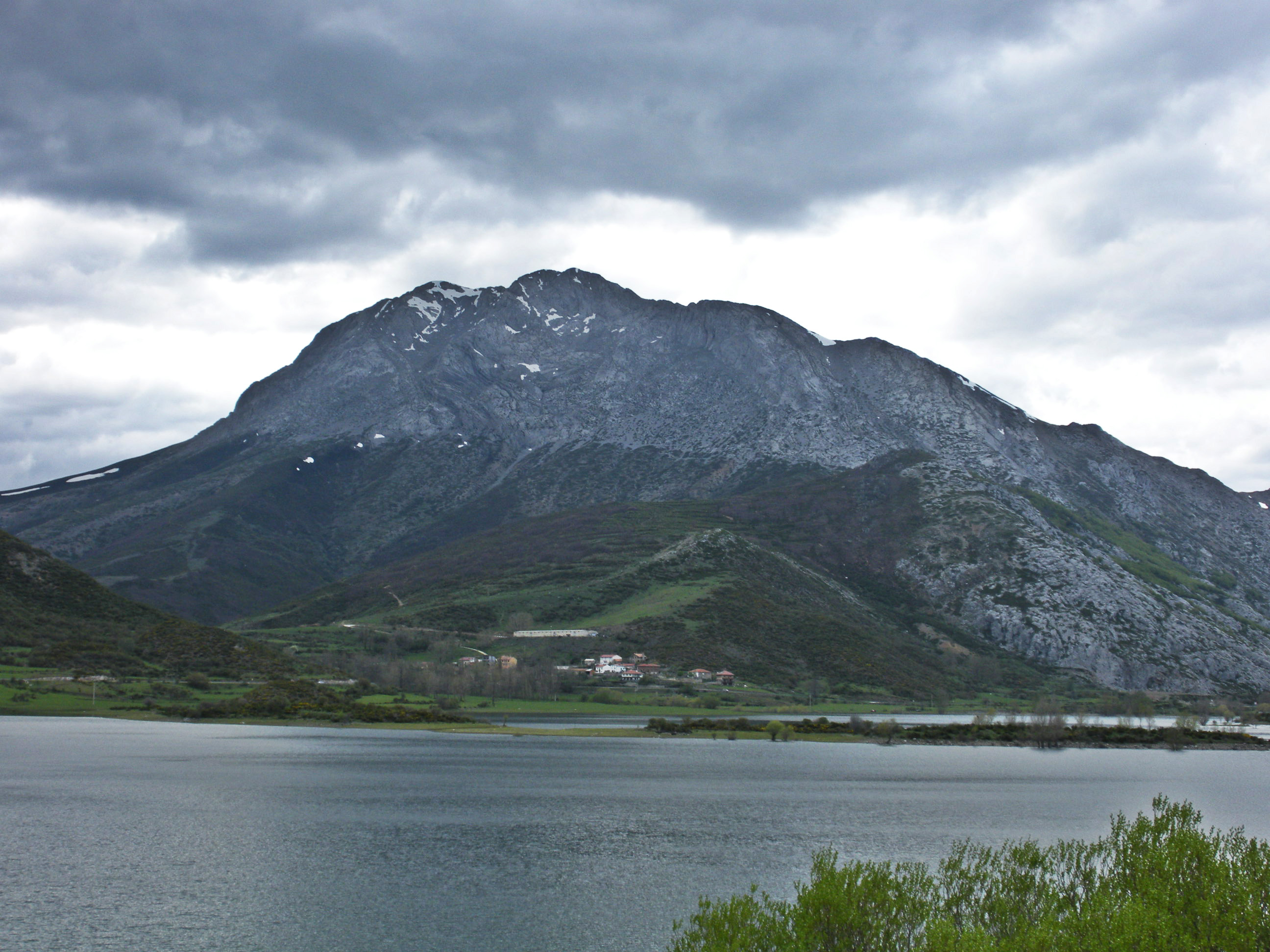
Піко-Еспигуете (2450 м)

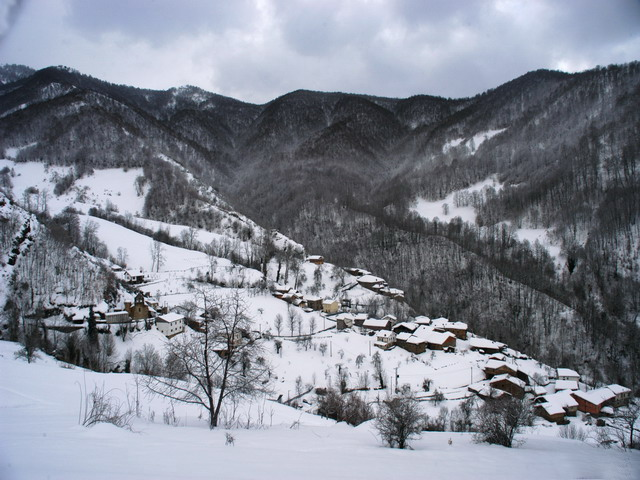
Типовий ландшафт Кантабрійських гір взимку

Астурійський масив та його передгір'я. Геологічно це східне продовження Галісійський масиву з палеозойськими складками. Він порізаний глибокими орієнтованими на схід та захід каньйонами, такими як долина річки Карес. Найвища точка Торре-де-Серредо — 2648 м.
- Сьєрра-де-ла-Бобія, (Піко-де-ла-Бобія — 1201 м)
- Сьєрра-де-Тінео, (Мульейросо — 1241 м)
- Сьєрра-де-Сан-Ісідро, (Кампо-де-ла-Вага — 1078 м)
- Сьєрра-де-Ейрело, (Пена-дос-Ладройс — 800 м)
- Сьєрра-дель-Суеве[en], (Піку-П'єнсу — 1161 м)
- Сьєрра-де-Куера[en], (Піко-Турбіна — 1315 м)
- Сьєрра-де-Кінтаналь
- Сьєрра-дель-Арамо
- Сьєрра-де-Пандо
- Сьєрра-де-Каньєльяс
- Сьєрра-де-Раньядойро
- Лома-де-Паррондо
- Сьєрра-де-Сан-Мамес
- Сьєрра-де-Серрантіна
- Сьєрра-де-ла-Сарса
- Сьєрра-де-Деганья
- Сьєрра-дель-Асебо
- Сьєрра-де-Собія
- Кордаль-де-Лена
- Сьєрра-де-Касомера
- Порронес-де-Монео
- Кордаль-де-Понга

### Центр
Головні гірський масив — Пікос-де-Европа. Мають склад із вапняку та мергелю. Луки Парамо-де-Маса та Ла-Лора розташовані на півдні, перетинаючи долину Рудрон.
- Сьєрра-де-Ковадонга, на захід від Пікос-де-Європа
- Сьєрра-де-Доброс, на північ від Пікос-де-Європа
- Пікос-де-Європа має поділ на масиви:
  - Масив Корніон на заході, (Торре-Санта — 2596 м)
  - Масив Урріелес[en] у центрі, (Торре-де-Серредо[en] — 2650 м)
  - Масив Андара на сході, (Морра-де-Лечугалес — 2444 м)
  - Сьєрра-де-Ліенкре, прибережний хребет
  - Сьєрра-Недріна[4]
- Гірські хребти у Кантабрії, розташовані далі на схід:
  - Масив Фуентес-Карріонас, (Пенья-Прієта — 2536 м, неподалік від східного кінця Пікос-де-Європа)
  - Сьєрра-Кокон
  - Сьєрра-дель-Ескудо-де-Кабуерніга[en], північне передгір'я системи, розташоване між головними хребтами та морем[5]
  - Сьєрра-де-ла-Гандара, (Пенья-Кабарга — 537 м), північне передгір'я, розташоване далі на схід
  - Монтес-де-Усієда
  - Альто-дель-Гето
  - Сьєрра-де-ла-Матанса
  - Сьєрра-де-Пенья-Сагра, (Пенья-Сагра — 2046 м)
  - Сьєрра-де-Пенья-Лабра, (Піко-Трес-Марес — 2175 м і Пенья-Лабра[en] — 2006 м)
  - Сьєрра-дель-Кордель
  - Сьєрра-дель-Ескудо
  - Сьєрра-де-Хіяр[en]
    - Вальдесебольяс

  - Сьєрра-дель-Орніхо, (Мортільяно — 1410 м)
  - Сьєрра-де-Бреньяс, передгір'я, що прямує перпендикулярно до узбережжя
  - Монтес-де-Па, Кастро-Вальнера[en] — 1707 м у зоні переходу до Баських гір

### Схід
Баскські гори розташовані на східному кінці системи, з дуже еродованими мезозойськими складками і хребтами середньої висоти:
- Внутрішні хребти:
  - Сьєрра-Сальбада
  - Гори Гастейс, (Капілдуй — 1177 м)
  - Ізки
  - Урбаса[en], (Баїса — 1183 м)
  - Андія, (Беріаїн — 1493 м)
- Прибережні хребти:
  - Горбея[en] 1481 м
  - Уркіола[en], (Анбото[en] — 1331 м)
  - Елгея
  - Аїскоррі[en], (Айчурі — 1551 м, найвища вершина Баських гір)
  - Альцанія, (Арац — 1442 м)
  - Араларський хребет[en], (Тксиндокі — 1346 м)
  - Ганекогорта[en], Оїс[en], Сольюбе, Аррате, Каламуа та Ерніо[en]

## Флора і фауна
Серед фауни варто відзначити:
- Кантабрійський бурий ведмідь (Ursus arctos pyrenaicus[en]),
- Кантабрійський глухар (Tetrao urogallus cantabricus[en]).
- Іберійський вовк (Canis lupus signatus)
- Козиця піренейська (Rupicapra pyrenaica parva).

У лісах Кантабрійських гір переважно переважають буки (Fagus sylvatica).

## Природоохоронні території
- Національний парк Пікос-де-Европа[en]
- Заповідник Муньєльос[en]
- Природний парк Фуентес-дель-Нарсеа, Деганья-е-Ібіас[en]
- Природний парк Редес[en]
- Природний парк Сом'єдо[en]
- Природоохоронна територія Сьєрра-дель-Суеве
- Природний парк Монтанья-Палентина[en]
- Природний парк Саха-Бесайя[en]
- Природний парк Кольядос-дель-Асон[en]
- Охо-Гваренья[en]